# Dom von Capua

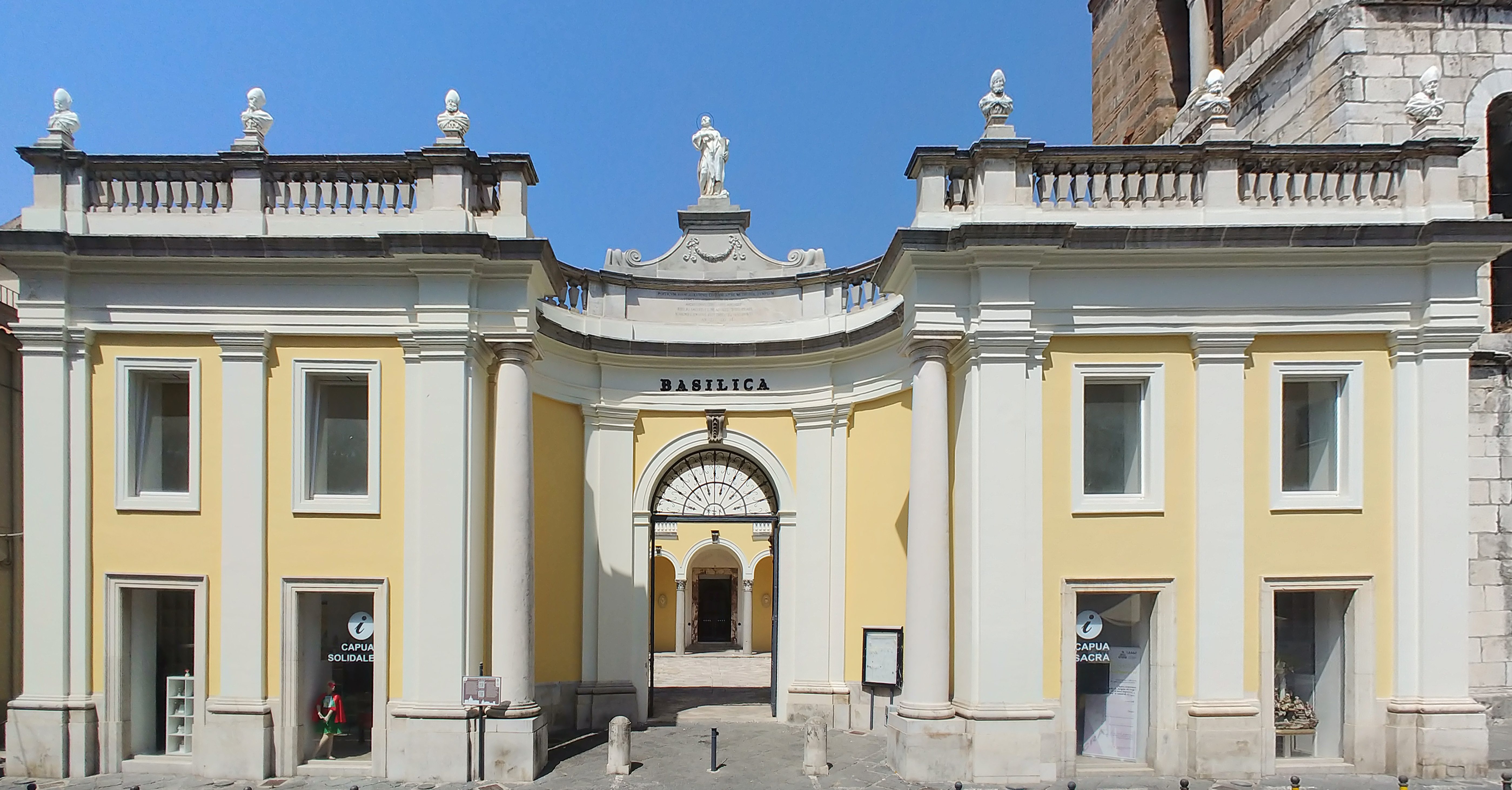
Dom von Capua

Der Dom von Capua oder die Kathedrale Mariä Himmelfahrt (italienisch Santa Maria Assunta) ist eine römisch-katholische Kirche in Capua in der italienischen Region Kampanien. Die Kathedrale des Erzbistums Capua mit dem Patrozinium Mariä Himmelfahrt trägt den Titel einer Basilica minor.

## Geschichte

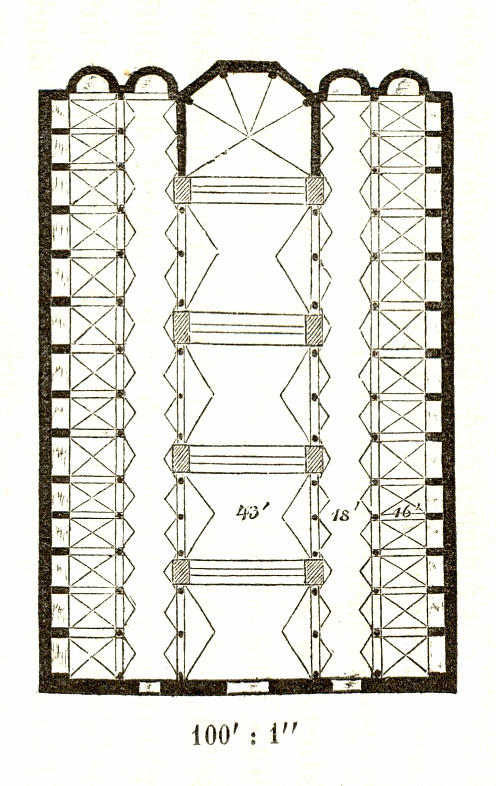
Grundriss

Die Überlieferung schreibt den Bau des Doms Bischof Landulfo im Jahr 856 bei der Neugründung der Stadt zu, er wurde jedoch erst im 10. Jahrhundert und dann gegen Ende des 11. Jahrhunderts vom Erzbischof (1072–1086) wieder aufgebaut. Erveo fügte den später im 15. Jahrhundert erweiterten Eingangsbereich hinzu und sanierte den angeschlossenen Bischofspalast erheblich. Während des achtzehnten Jahrhunderts wurde der gesamte Komplex radikal umstrukturiert. 1827 erhielt die Kathedrale den Rang einer Basilica minor. Zwischen 1854 und 1857 renovierte der Architekt Federico Travaglini unter Erzbischof Giuseppe Cosenza die Kirche im Neorenaissancestil. Bei den Bombenangriffen von 1943 wurde die Kirche fast vollständig zerstört, Mittelschiff und Chor stürzten ein. Sie wurde zwischen 1949 und 1957 wieder aufgebaut. 1992 wurde in der Kapelle Corpus Christi das Diözesanmuseum von Capua eingeweiht, in dem Gemälde und Skulpturen verschiedener Stadtkirchen aufbewahrt werden.

## Beschreibung

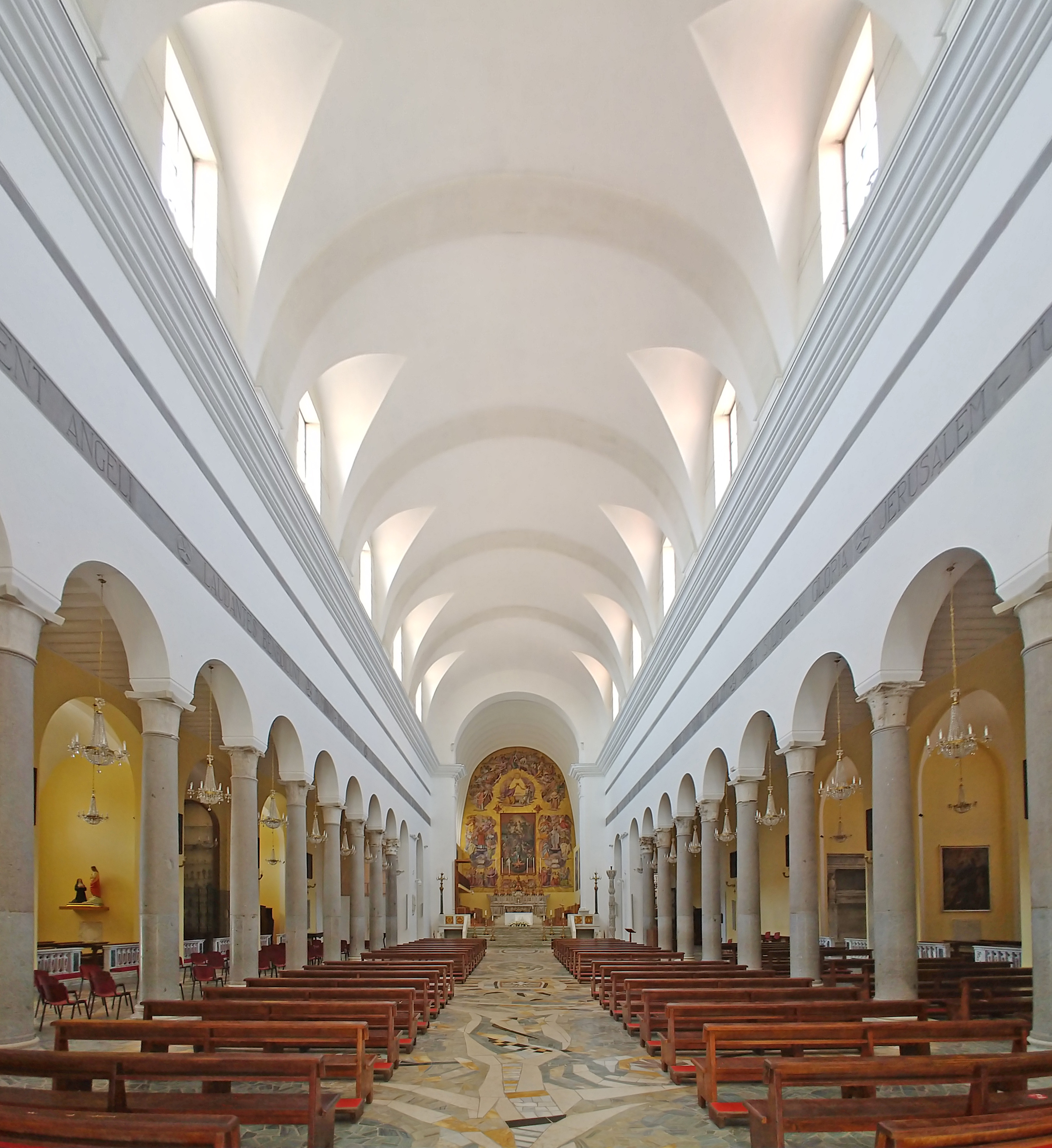
Innenraum

Die Kathedrale hat den Grundriss eines lateinischen Kreuzes mit drei Kirchenschiffen, die durch 24 Granitsäulen unterteilt sind. Davor befindet sich ein quadratisches Atrium mit 16 römischen Säulen, nach den Bombardierungen des Zweiten Weltkriegs einer der wenigen Überreste des antiken Gebäudes. Die Krypta wird von Granitsäulen getragen, deren Kapitelle mit Tieren und grotesken Figuren geschmückt sind. Ein weiterer Teil der ursprünglichen Kathedrale ist der Glockenturm, der in der zweiten Hälfte des 9. Jahrhunderts von Bischof Landone erbaut wurde. Darin sind antike Überreste zu sehen, darunter einige Reliefs, die möglicherweise aus dem Amphitheater von Santa Maria Capua Vetere stammen.
Als wichtigste Kunstwerke sind einige erhaltene Ausstattungsstücke zu erwähnen, die im Laufe der Jahrhunderte entstanden sind. Das Altarretabel zeigt auf einer großen Leinwand von Francesco Solimena aus den 1730er Jahren Mariä Himmelfahrt mit den bewundernswerten Statuen der Apostel. Das Altarbild erscheint als eines der Meisterwerke des Avellino-Meisters. Der Ständer für die Osterkerze aus dem 11. Jahrhundert zeigt in Marmor gemeißelte und mit polychromen Einlagen verzierten Bilder. Der Marmorsockel des Taufbeckens stammt aus dem 10. Jahrhundert, in seinen vier Seiten sind die Symbole der vier Evangelisten eingemeißelt. Ein sterbender Christus wurde 1724 von Matteo Bottiglieri geschaffen. Zwei Marmorlöwen trugen vermutlich einen mittelalterlichen Ambo. Zwei Grabdenkmäler stammen aus dem 14. und 15. Jahrhundert, von denen eines einen römischen Sarkophag aus dem 4. Jahrhundert wiederverwendet.